# John Ostrom
John H. Ostrom (18 de febrero de 1928 – 16 de julio de 2005) fue un paleontólogo estadounidense que revolucionó la comprensión moderna de los dinosaurios en los años 1960, al demostrar que estos animales eran más parecidos a grandes aves no voladoras que a los reptiles, una idea propuesta por primera vez por Thomas Henry Huxley en los años 1860, pero que ganó en ese entonces pocos apoyos. 
Los primeros trabajos bien establecidos de Ostrom sobre osteología y filogenia de la primitiva ave Archaeopteryx aparecieron en 1976. Su teoría fue corroborada con el descubrimiento de dinosaurios emplumados en China.

## Abreviatura (zoología)
La abreviatura Ostrom  se emplea para indicar a John Ostrom como autoridad en la descripción y taxonomía en zoología.